# Ilha Delage
A 'ilha Delage é uma ilha fluvial no rio Loire, no departamento de Loire-Atlantique, na França.
A ilha situa-se no meio do rio, no território da comuna de Ancenis. Mede 1 km de comprimento e 200 m de largura, com uma superfície de 12 ha